# らき☆すたの登場人物
らき☆すたの登場人物（らきすたのとうじょうじんぶつ）では、美水かがみによる4コマ漫画作品『らき☆すた』、およびそれを原作としたドラマCD・ゲーム・アニメ・小説・漫画作品とその関連作品に登場する人物について詳述する。
- 本項目の記載においては2013年10月発行の単行本第10巻[1]時点での内容およびアニメ・ゲーム各版の内容に基づく。学年表記は第10巻時点および公式ガイドブック『らき☆すた おきらく公式ガイドブック こなたは俺をヨメ!!』[2]での、パーソナルデータについても『こなたは俺をヨメ!!』および『らき☆すたファンブック 10周年だよ、全員集合!』[3]での記載に基づいた。
  - ただし、胸ランクについては単行本4巻[4]・9巻[5]・『らき☆すた公式ガイドブック 陵桜学園入学案内書』[6]・アニメDVD封入冊子などにおける人物紹介と、『こなたは俺をヨメ!!』『10周年だよ、全員集合!』の人物紹介における表記方法が異なるため、従来の表記を優先し、『こなたは俺をヨメ!!』『10周年だよ、全員集合!』の情報を括弧書きで併記した。なお、両者で異なるものは『こなたは俺をヨメ!!』→『10周年だよ、全員集合!』の順で記述、また、『こなたは俺をヨメ!!』で記述がないものは（-）で表記した。
- 声優の欄は左から、「初代声優 / アニメ版以降の声優 / 『宮河家の空腹』Webアニメ版の声優」の順に併記。
  - 初代声優 - 『ドラマCD らき☆すた』（フロンティアワークス版）・DS『らき☆すた 萌えドリル』シリーズ版の声優。
  - アニメ版以降の声優 - アニメ版・PS2/PSP『らき☆すた 〜陵桜学園 桜藤祭〜』・PSP『らき☆すた ネットアイドル・マイスター』・『らき☆すた ドラマCD（ドラマがコンプリートなディスク）』（ランティス版）版の声優。
  - 『宮河家の空腹』Webアニメ版の声優 - Webアニメ/ドラマCD『宮河家の空腹』の声優。2019年時点では宮河姉妹およびにゃんだろうがここに該当し、他は「アニメ版以降の声優」と同じであるため省略する。
  - 声優の欄がなし、または表記がない場合は声の出演なし。また、一人しか記述されていない場合は原則として「アニメ版以降の声優」とする。
  - 俳優の欄はミュージカル『らき☆すた≒おん☆すて』で演じた役者。
- 登場人物の記載順は、単行本および公式ガイドブックでの紹介順に従った。

## 主要人物
主要な舞台である陵桜学園高等学校に通っていた生徒たち。1年生の3学期から2年生、3年生の期間を経て卒業し、それぞれの進路に進んでいる（アニメ版では2年生の1学期から3年生の2学期まで描かれている）。主要な登場人物には左利きが多く見られる。
泉こなた（いずみ こなた）
声 - 広橋涼 / 平野綾 / 演 - 酒井蘭
主人公。5月28日生まれ。血液型はA型。身長は142cm。利き手は両利きだが左利きが強い模様。胸ランクは極小（1）。埼玉県出身。一人称は「アタシ」もしくは「私」。つかさからは「こなちゃん」と呼ばれる。
高校在学時は3年B組所属（1年度は不明、2年度はE組所属）、第6巻で卒業し、現在は大学に通っている。得意科目は体育（「得意」なだけで好きというわけではない）。苦手科目は理系全般で、勉強が苦手で教科書の類はほとんど学校に置いたまま。宿題はかがみのノートを丸写しすることも多く、テストは一夜漬けでたいがい乗り切っている。
部活に入ると、ゴールデンタイムのアニメが見られないから入っていない。
典型的なオタクで、ゲーム（アダルトゲーム、恋愛ゲーム、オンラインゲーム、格闘ゲーム、クイズ）、アニメ（最新のものから自分の生まれる前のものまで様々）、漫画が大好きで、それらから影響を受けることも多く、自分の幼児体形に関しては「貧乳はステータスだ!希少価値だ!」とゲームのセリフを真に受けポジティブに考えるようになる。これらの趣味は父・そうじろうの影響で、そのためエロオヤジ的な思考・言動が多いが、子供っぽい性格のところもある。また、毒舌ではあるが、基本的には家族・友人思い。
楽天家。通学で使う東武鉄道日光線で寝ていて乗り過ごして日光駅まで行ったの話をした時も乗り過しを小旅行と言っていた。
オタク的な行動としては、イベントに参加したり、ゲームをやり込み過ぎて夜更かしをするため遅刻や欠席をすることがある。趣味（コスプレ）と実益（雑誌キャンペーンの応募のための資金）を兼ねてコスプレ喫茶でアルバイトをしている。カラオケでは、アニメソング、特撮ソングの曲番号を記憶しているらしく、曲番号の検索本を見ずに予約を入れている。『セーラー服と機関銃』は薬師丸ひろ子の映画版、『西遊記』も堺正章版の西遊記、西遊記IIとリアルタイムで見ているものではなくオリジナルを好んだりティモテのCMを知っている、つかさに折り詰めを説明するときに「ドリフで加トちゃんが持ってるやつだよ」と説明するなど生まれる前の事柄についても詳しい。
ゲームは相当やり込んでおり、クイズゲームは知識を問うゲームだから不得意だろうと思ったかがみに対戦を挑まれるも出題パターンを熟知しており、「知識を問うゲームで負けた。まさか、出題パターンを覚えているのか？ゲームだと相変わらず強いな」と言わせている。また、担任の黒井ななことはオンラインゲームでパーティーを組んでおりプライベートでも繋がりがあるが、ゲーム内のチャットで宿題の事等々小言を言われるので少々辛い。
他界した母の代わりに家事をこなしている。そのため、野球は嫌いだが優勝セールは嬉しい。負けても応援セールがあることをかがみが言うまでは知らなかった。
外見は、薄い青紫色（アニメ版では青色）の、膝まで届くほどの超ロングヘアで大きなアホ毛がある。瞳の色は緑色。半月目。左目の左下に父親譲りの泣きぼくろがある。体型は小学6年生の頃から変わっておらず、当時のスクール水着をそのまま着ることができるほどで、海に行ったとき、かがみに驚かれる。変化しない体形を気にはしているようだが、映画館に子供料金で入ろうとするなど、逆に利用することもある。また優れた運動神経の持ち主であるが、概してインドア派のためその能力が活かされる機会は少ない。過去にそうじろうに勧められて合気道系統の武術を習い、つかさに絡んでいた(実際は道を聞いていただけ)外国人を倒すなどかなりの実力者であったようだが、彼女自身は乗り気でなく、むしろアニメやゲームの必殺技ばかり研究していたために本業がおろそかになったため、ほどなくやめた模様である。大学進学後に普通車運転免許を取得。
自宅内でよく携帯電話を失くしており、かがみから「携帯電話の意味がない」と言われている。
好きな物はチョココロネと鶏肉と萌えキャラ。嫌いな物はもずくと、スポーツ中継や選挙速報などテレビアニメ（特に深夜アニメ）の放送に影響の出る番組。好きな色は赤と黒。動物に例えるときつね（イタズラ好きだから）。
原型は、作者が1999年 - 2000年ごろからTRPGで使っていたキャラクター。当時は正義感が強いキャラクターだった。
特技を聞かれて「アミノ式のCMの運動は出来るよ」と答えて驚かれた。
柊つかさ（ひいらぎ つかさ）
声 - 中原麻衣 / 福原香織 / 演 - 小川真奈
7月7日生まれ。血液型はB型。身長は158cm。左利き。胸ランクは小（2）。埼玉県出身。柊家の四女で、かがみの双子の妹。一人称は「私」。
高校在学時は3年B組所属（1年度は不明、2年度はE組所属）、第6巻で卒業した。勉強・スポーツ共に普通かやや苦手だが（アニメでは機械オンチでもある様子）、お菓子作りなど料理全般を得意とし（家庭科が得意科目）、料理や家事が趣味で、調理師志望であることから高校卒業後は調理系の専門学校に進学している。苦手科目は体育。
外見は、やや癖のあるライトパープルのショートヘアを黄色のリボンでカチューシャ風にまとめている（リボンは気分によって可動する描写がある）。ただし、高校卒業後はリボンを付けていないことも増えている。瞳は薄い青紫色。典型的な天然癒し系のタレ目キャラにしてお人好し。
性格は、基本的に真面目で常識的な考え方をしている（『萌えドリル』ではその要素が強い）にもかかわらず、漫画・アニメ版共にそのボケぶりや言動によって、天然キャラという印象が強い。ひよりいわく「普段の行動や言動がネタになる」らしい。高校卒業後に普通車運転免許を取得したが、技倆については周囲からかなり不安視されている。
こなたとの出会いは、外国人に道を聞かれて困っていた所を襲われていると勘違いしたこなたが助けた事から。
8巻のラフ画から地元球団である埼玉西武ライオンズのファンらしい。
好きな物は甘いもの（特にメロンなど果物系）、目新しいもの。嫌いな物はピーマン、オカルト、ホラー。好きな色は白。動物に例えると犬（イメージ的に）。
原型は、作者が1996年 - 1997年ごろからTRPGで使っていた巫女のキャラクター。当時からかがみと双子の設定だった。つかさという名前は作者の別ペンネームから取られている。編集部では双子を登場させることを拒んでいたが、既存の双子キャラを超えることを条件に、作者が強引に押し切って登場させたという。
柊かがみ（ひいらぎ かがみ）
声 - 小清水亜美 / 加藤英美里 / 演 - 櫻井ゆりの
7月7日生まれ。血液型はB型。身長は159cm。左利き。胸ランクは中（3）。埼玉県出身。柊家の三女で、つかさの双子の姉。両親姉妹との6人家族。一人称は「私」もしくは「あたし」。
高校在学時は3年C組所属（1年度は不明、2年度はD組所属で、こなたやつかさ、みゆきと同じクラスになることを強く望んでいるにもかかわらず、自分1人が別のクラスに配属されてしまうことに不満を持っていた。第6巻で卒業し、現在はこなたたちとは別の大学の法学部に通っている。得意科目は英語。努力家で見栄っ張りな部分もある。苦手科目は家庭科で、料理はあまり上手くない。
外見は、やや癖のあるライトパープルのロングヘアで、リボンでツインテールにしている。初期には小さいアホ毛がつくことがあった。ヘアゴムでまとめていることも多く、また、ジョギングなどをするときにはポニーテールになっている。瞳は薄い青紫色。ツリ目で、典型的なツッコミ役。
性格は、現実的かつシビア。その一方で寂しがり屋なところもあり、本人は否定するもののこなたからツンデレキャラと扱われることが多い。他人にはやや厳しく、自分にはやや甘め（特にダイエット関連）で、それゆえこなたに「ダメ姉ちゃん」と言われてしまっている。
趣味はゲーム（特にシューティングゲームを好むが知識を競うジャンルも得意）と読書で、主にライトノベルを読むことが多く、特に「フルメタル・パニック!」にハマっている。漫画版では「涼宮ハルヒシリーズ」も好きだが、アニメ版ではこなたの付き合い程度にしか接していない。
好きな物はお菓子（特にチョコ菓子）。嫌いな物は貝類、体重計。好きな色は菫色と黒。動物に例えると兎（寂しがり屋でツインテールが耳に見えるから）。
埼玉西武ライオンズとのコラボ企画で使われたイラストでは、ボールを左で、バットは右で構えていることから、野球では左投右打である。
原型は、作者が1996年 - 1997年ごろからTRPGで使っていた西洋魔術士のキャラクター。当時からつかさと双子の設定であった。かがみという名前は作者のペンネームから取られている。
アニメ版においては、クレジットの順序がつかさよりも前になっている。
高良みゆき（たから みゆき）
声 - 中山恵里奈 / 遠藤綾 / 演 - 萩原和佳奈
10月25日生まれ。血液型はO型。身長は166cm。左利き。胸ランクは巨（5）。東京都出身で、お金持ちのお嬢様。メインキャラクター4人の中で唯一の東京都民であり、陵桜学園に入学した理由は母親のゆかりがこの学校の卒業生だったため。一人称は「私」。つかさからは「ゆきちゃん」と呼ばれる。
高校在学時は3年B組所属（1年度は不明、2年度はE組所属）で、こなたやつかさとは同じクラス。第6巻で卒業し、現在は医科大学に通っている。得意科目・苦手科目共に特になし。容姿端麗、成績優秀、品行方正、文武両道な優等生。1年のときから学級委員長を担当し、1年のときに同じく学級委員長だったかがみと親しくなった。本人は謙遜しているが料理は割と上手らしい（ただし料理のコツなどは知らないらしく、こなたやつかさに教えてもらうことも）。その博識な性格から、しばしば「みwiki」と呼ばれることもある。
外見は、胸が大きくプロポーションはかなり良い。かなり癖のあるライトピンクのロングヘアで、高校卒業以後は髪をワンポイントでまとめ、左肩に下ろしている。瞳は薄い青紫色。メインキャラクター4人の中では彼女のみ黒いタイツをはいている。いわゆる天然系の眼鏡っ娘。
性格は、おっとりしているためドジを踏みやすい。ただし、こなたに言わせればそれは欠点ではなく萌え要素。怒ると怖く、第4巻では笑いながらも「怒りオーラ」を出していたことがあり、『陵桜学園 桜藤祭』ではスケジュール進行の遅れに業を煮やし怒りをあらわにするシーンがある。
勉強のことから雑学に至るまで博識であり、なおかつ穏和な性格であることから、こなたたちのフォロー役になることが多い。また他人の言動を悪い方へ考えず、常に良い方へとらえる。かがみいわく「聖人君子」。「お恥ずかしながら…」が口癖。また、親や年下が相手でも、独り言のときさえも常に敬語で話している。母親のゆかりからは「ババくさい性格」と評されたこともあった。みなみとは家が近く、姉妹のような関係。彼女を呼ぶ際は「みなみさん」とさん付けだが、本人がいないときは呼び捨てで彼女を指すこともある。第9巻以降はさん付けをやめ、「みーちゃん」と呼ぶようになった。
趣味は読書。好きな物は茶碗蒸し、和菓子、勉強（知識を得ること）。嫌いな物は生魚、お医者さん（特に歯医者）。時間を掛けて歯磨きをしたのに虫歯になってしまう。受診するのが苦手ではあるが、医者になることが昔からの夢として持っている。
実際にはかなりもてるのだが、自身はそのフラグにほとんど気づいていない。実際に高校三年間、一緒に学級委員を務めていた副委員長に思いを寄せられていたが、本人はまったく気づいていなかった。ただしこれは副委員長のヘタレのせいでもあり、卒業後も副委員長は同窓会で告白しようと画策しているが、彼の妹には無理だろうと冷ややかな目で見られている。アニメでも、こなたに天然過ぎて告白を告白と捉えていないのではないか、と推測されている。
好きな色はオレンジ。大学進学後に普通車運転免許を取得している。動物に例えるとつかさによれば羊（もふもふしてるから）だが、こなたによると牛（胸で）。
原作1巻では兄がいると描写されていたが、4巻での人物紹介では一人っ子とされている。これについては『陵桜学園入学案内書』で「親戚の兄」と説明されており、アニメ版ではそちらを採用している。
原型は、作者が2000年 - 2001年ごろからTRPGで使っていた医者のキャラクター。眼鏡っ娘など作者の好きな萌え要素が詰め込まれている。

## 陵桜学園高等学校

### 卒業生（こなた達と同学年）
主要人物の同級生たち。主に2年生の時点から登場。
日下部みさお（くさかべ みさお）
声 - 高橋美佳子 / 水原薫 / 演 - 三宮ユリカ
7月20日生まれ。血液型はB型。身長は162cm。左利き。胸ランクは中（3）。埼玉県出身で後述のあやのと幼馴染。一人称は「あたし」または「私」で、男っぽい言葉使いで話す。
高校在学時は3年C組所属（2年度はD組所属）、第6巻で卒業し、現在はこなたと同じ大学の同じ学部に通っている。得意科目は体育、苦手科目は世界史と数学。
外見は、短めでややくせのある髪と八重歯が特徴。
単純な性格で明るいアウトドア派で、趣味はスポーツ全般。また、同時にぐーたらな性格で、かがみからはこなたと似た人間として認識されている。高校在学時は、クラブは陸上部に所属し、体育委員も務めていた。
好きなものはハンバーグ、ミートボール、太陽。他にも、恋話に興味があるらしく、第4巻でかがみが恋の悩みがあると仄めかしかけた際、目を輝かせながら喰いついてくるといういかにも女の子らしい一面を見せたこともある。嫌いなものはコンニャク、野菜、雨。好きな色は黄色。
もともとは「少年エース」連載版専用のキャラクターであったが、「少年エース」での連載が終了したことから、「コンプティーク」連載版にも登場するようになった。
峰岸あやの（みねぎし あやの）
声 - 後藤邑子 / 相沢舞 / 演 - 吉岡茉祐
11月4日生まれ。血液型はAB型。身長は160cm。左利き。胸ランクは中（3.5）。埼玉県出身。一人称は「私」。
3年C組所属（2年度はD組所属）、第6巻で卒業し、現在はこなたやみさおの大学の近くに位置する大学に通っている。得意科目は国語、苦手科目は数学。生徒会では風紀委員を務めており、部活動は茶道部に所属していた。みさおによれば家は料理教室を開いているらしく、彼女自身も料理上手でお菓子作りが得意。
みさおの兄であるしゅうと付き合っており、彼の好みがロングヘアであることから髪を伸ばし、普段は前髪をカチューシャで上げている。また、高校時代はニーソックスをはいているのも特徴的な外見であったが、カチューシャ姿と共に、高校卒業後はあまり見られなくなった。
幼い頃は引っ込み思案だったが、みさおに連れられ一緒に遊ぶことで人に対する恐怖がなくなった。初恋の相手はしゅうでは無く「みさお」。理由は初めて会った頃彼女（幼稚園時代）を男だと思っていたため。
趣味はウィンドウショッピング、散歩、お菓子作り。好きな物は豆腐、餃子。嫌いな物は辛い物、また嫌煙家でもある。好きな色は黄緑。また、リラッタヌのグッズを集めている。
もともとはみさおと同じく、「少年エース」連載版専用のキャラクターであった。原型は作者がTRPGで使っていた眼鏡っ娘であったが、すでに作中には眼鏡キャラが多数いたため、おでこキャラに変更されたという。
白石みのる

桜藤祭主人公
ゲーム『陵桜学園 桜藤祭』のプレイヤーキャラクター。永森やまとと同日に、こなた達のいる3年B組に転入してきた。流されがちだがやるときはやる、典型的なギャルゲーの主人公。
デフォルトの名前はないが、「コンプティーク」誌上の記事では「角川コンプ」と入力されているのが見受けられる。
体験版では3年生の11月に神奈川から転校してきたことが述べられていたが、製品版での転校時期は秋ごろとぼかされ、元の住んでいた場所も語られていない。

### 3年生（こなた達より1学年下）
主要人物とゆたかたちの学年を埋めるべく後から登場したキャラクターたち。そのためアニメ版には登場していない。
八坂こう（やさか こう）
声 - なし / 森永理科
2月3日生まれ。血液型はB型。身長は168cm。左利き。胸ランクは大（4）。東京都出身。
3年C組所属（2年度はF組所属）。得意科目は国語、苦手科目は英語。アニメーション研究部の部長であると同時に生徒会で会計を務めている。
外見は、金髪のショートヘアで、小麦色の肌が特徴。
普段からノリがよく豪快な性格で後輩には「こうちゃん（先輩）」と呼ばせて気さくに接し、後輩に対して面倒見がよい。アニメやゲーム（特に対戦型格闘ゲーム）が大好きなオタクであり、新しい物や流行物が好きでそういった物を欠かさずチェックしている。
第6巻以前は作中に登場する唯一の2年生であった。また、アニメ版に登場していないキャラクターの1人でもある。
趣味は同人誌、読書（漫画）、人間観察、おしゃべり、賭け。好きな物はカレー、甘いもの。嫌いな物は特になし。好きな色は黄色。
永森やまと（ながもり やまと）
声 - なし / 廣田詩夢
11月26日生まれ。血液型はA型。身長は164cm。左利き。胸ランクは中（3）。埼玉県出身。
外見は、二股に分かれたポニーテールが特徴。
聖フィオリナ女学院3年1組所属（2年度は3組に所属）。得意科目は体育と音楽。保健委員を務め、水泳部に所属している。
こうとは中学時代からの親友で、しょっちゅうケンカするほどの仲。こうと共にコミケにサークル参加（ただし、こうに連れてこられただけで彼女自身は同人活動はしていない）していることもある。普段はクールですまし屋だが、うち解けると表情豊かな地を出すことが多い。
当初は、ゲーム『陵桜学園 桜藤祭』のオリジナルキャラクターとして設定されており、ゲーム中では桜藤祭（学園祭）間近となった頃に、聖フィオリナ女学院から（2年生なのに）こなたたちのいる3年B組に転入してくる。
ゲームオリジナルキャラクターであるため、漫画では第6巻からのキャラクター紹介や裏表紙のカバー下にのみ登場しており、『こなたは俺をヨメ!!』や「コンプティーク」本誌では番外編にのみ登場している。アニメには未登場。
趣味はカラオケ、サイクリング。好きな物は水ようかん、雪見大福、夏。嫌いな物は貝類、冬（寒いのが苦手）。プロフィールが設定されているキャラクターの中で唯一、家族構成が不明である。
山辺たまき（やまのべ たまき）
11月10日生まれ。血液型はA型。身長は162cm。左利き。胸ランクは中（3）。埼玉県出身。
3年C組所属。得意科目は国語、苦手科目は英語。アニメーション研究部所属。
第7巻より登場。こうのクラスメイトで、通称「山さん」。こうのことは「やさこ」と呼んでいる。
外見は、緑色のロングヘアをツインテールにしており、胸くらいの長さまで伸びたもみあげを真ん中くらいの長さでまとめている。また、本が読みづらくなるほど前髪を伸ばしているがこれは、実際には美形らしいものの本人が自身のルックスにコンプレックスを抱いているので、その顔を隠すためのものである。したがって、作中では目が描かれていない。
かなりのマイペースで姫気質な性格をしているため、若干空気の読めない一面も持っている。
趣味は特になし。好きな物はお好み焼き、たこ焼き、かわいい物（ただし他の人と感覚が少しずれていることもある）。嫌いな物は肉類、粉薬。好きな色は金色。リラッタヌのグッズを集めている模様。
毒島みく（ぶすじま みく）
4月22日生まれ。血液型はO型。身長は164cm。左利き。胸ランクは中（3）。埼玉県出身。
3年C組所属で同クラスの学級委員長を務める。得意科目は家庭科、苦手科目は特になし。アニメーション研究部所属。
第7巻より登場。こうやたまきとは同じクラスで、たまきとは幼馴染。通称「毒さん（ぶっさん）」。
外見は、パーマがかかった若葉色の短髪の眼鏡っ娘。ぱっとしない容姿や自身の癖っ毛・奇抜な名字などにコンプレックスを感じており、「みく」という名前に対してもコンプレックスを感じている。
年の離れた弟2人の面倒を昔から見ており、物静かで面倒見がよく、人が面倒にしていることでも気にならない性格を持つ。
趣味は何かしら読んだり、見たりする事。好きな物はカップラーメン、変わり種な飲み物。嫌いな物は自分の癖っ毛。好きな色は灰色。
たまきとみくの二人は、こなたたちが卒業したことで学校の描写はゆたかの学年とこうの学年が中心になるが、こうと絡めることができる人物が少ないため、新たに用意されたキャラクターである。

### 2年生（こなた達より2学年下）
主人公こなたの従妹であるゆたかを中心とする学年。
小早川ゆたか（こばやかわ ゆたか）
声 - 清水愛 / 長谷川静香 / 演 - 水越朝弓
12月20日生まれ。血液型はA型。身長は138cm。左利き。胸ランクは極小（0.5→1）。埼玉県出身。こなたの従妹で、ゆいの実妹。一人称は「私」。
2年B組所属（1年度はD組所属）。得意科目は国語、苦手科目は体育。
こなたが3年へ進級したとき、陵桜学園高等部に新1年生として入学。自宅からは遠い陵桜学園へ通うために親戚の泉家に居候中。
外見は、赤色のセミロングヘア。瞳は碧色。髪は短いツインテールで時々大きなリボンをつけたりする。病弱で身長・体格は高校生としては小柄。小学校時代からほとんど成長していないこなたよりさらに小さく、本人はこれらの点にコンプレックスを感じている。
性格は明るく前向きだが、ちょっとうっかりしている。また、幼かった頃はその病弱な体質に対してかなりの自己嫌悪に陥っており、一時期「嫌な子」であったらしいが、姉であるゆいの優しさにより救われている。「病弱・妹属性・純粋・可愛い」の萌えパーツ（こなた命名）が揃っており、こなた曰く“歩く萌え要素”。ただし、その純粋さが仇となることもあり、ななこから鉄拳制裁を喰らったこともある。
趣味はインターネット。好きな物はうどんなどの温かいもの、動物（みなみの家で飼われているチェリーに懐かれている）。嫌いな物は牛乳、攻撃的な人、病気がちな自分の体。好きな色は桜色。動物に例えるとりす（小動物チックだから）。
岩崎みなみ（いわさき みなみ）
声 - 松来未祐 / 茅原実里 / 演 - 小市眞琴
9月12日生まれ。血液型はA型。身長は163cm。左利き。胸ランクは無（0）。東京都出身。一人称は「私」。
2年B組所属（1年度はD組所属）。運動が得意で得意科目は体育。苦手科目は特になし。
外見は、ミントグリーンのショートヘア（登場当初は、ライトブルーの髪色で描かれたこともあった）でややツリ目。瞳は薄い青紫色。みゆきと同様、黒いタイツをはいている。長身だがスレンダーな身体で、胸がないのをかなり気にしている。
性格は、物静かで表情の変化が少なく、クールな雰囲気のため性格は優しいにも関わらず誤解されやすい。また、褒められることが苦手で、よく赤面してしまう。間が悪く不器用なところもあり、その現場をみゆきの母・ゆかりに目撃されることが多い。後に表情が軟化していく。
ゆたかの親友でありクラスメイト。ゆたかとは入試終了後、気分が悪くなったゆたかにハンカチを貸し、保健室へ連れて行ったことがきっかけで知り合う。中学校時代は学級委員長を務めていたが、陵桜学園ではゆたかのために保健委員に就任した。
家は高良家の向かいでお金持ち。みゆきとは家が近いことや好みが合うこともあり昔から姉妹のように親しくしている。陵桜学園に進学したのもみゆきの影響が強い。8巻で、みゆきに対してお姉ちゃんと言ってしまい、みゆきからは「みーちゃん」と返された。また、愛犬チェリーの前や話題になると表情豊かなところも見せ、普段より饒舌である。また、「ペットは可愛いのが仕事」とはっきりと言い切った。
趣味は読書と鍵盤楽器を弾くこと。好きな物はそば、静かな場所。嫌いな物は炭酸飲料、自分自身の体型（他にも、漫画では梅干しを苦手としている描写がある）。好きな色は緑。動物に例えると鷹（クールでかっこいいから）。
田村ひより（たむら ひより）
声 - 新谷良子 / 清水香里
5月24日生まれ。血液型はO型。身長は152cm。左利きであり、利き手は漫画家の命だと思っている。胸ランクは小（2）。埼玉県出身。一人称は「あたし」または「私」。
2年B組所属（1年度はD組所属）。得意科目は美術、苦手科目は体育。同人作家。
ゆたかやみなみの友人でクラスメイト。上級生からの愛称は「ひよりん」（こなたは「ひよちゃん」「ひよひよ」などと呼ぶときもある）。ゆたかたちとは苗字で呼び合っていたが、第7巻以降は下の名前で呼び合うようになった（アニメ版では柊姉妹のエピソードを使用している関係で、ゆたかやみなみを愛称で呼んでいることもあった）。
外見は、おでこが広い眼鏡っ娘で、ロングヘア。
人なつっこい性格で明るいが、あがり性なところがあるためここ一番でドジを踏む。基本的に人が良く貧乏くじを引きやすい。
家で小型犬を飼っている（作中未登場、犬種及び名前は不明）。岩崎家の飼い犬チェリーには初対面のときに唸られた。その後も、会うたびに噛まれたり突かれたりした。
人間観察に長けているようで、ゆたかと衝突してしまったみなみに（あくまでもひよりの想像ではあるが）ゆたかの心境を代弁しみなみが真に、ゆたかのためにできることをアドバイスしたり、自分を庇えず自己嫌悪に陥ってしまったいずみに自分の「いい人」論を言い、立ち直らせる。
提供側のオタクでアニメーション研究部に所属し、アニ研や自らのサークルで同人誌も作っている。普段からトラブルや友人同士の絡みも漫画のネタと捉える、締め切り間近に徹夜で原稿を上げてそのまま登校するなど逞しい。こなたも彼女のサークルの同人誌をコミケで購入したりしており、オタク同士で話が合うことが多い。ジャンルは幅広く、BL系や友人をモデルにした百合系も描き、即売会では500部を売り上げる中堅クラスのサークルとなっている。兄が2人おり、その兄もそういった趣味で文化祭での衣装制作に係わっている模様。
趣味は同人誌、読書（漫画、ラノベ）、妄想。好きな物は洋菓子、牛乳、画材。嫌いな物はわさび、湿気。好きな色はピンク。
原型は、作者がTRPGで使っていたキャラクターではなく、知り合いの同人誌に寄稿したイラストから。もともとゆたか・みなみと同時に用意されたキャラクターだが、当時は登場人物が少なかったため、一度に登場させるとわかりにくいとのことから、少し遅れての登場となった。ゆえに、ドラマCD（フロンティアワークス版）にも登場してない。下の名前がなかなか発表されなかったため、「コンプティーク」誌上の扉絵やWebNewtypeのイラストでは「たむら」と表記されていた時期があった。
ひよりに関するエピソードには、同じ「漫画家」ということで美水自身のエピソードが投影されており、締め切りがらみのネタはほとんど実話だという。
パトリシア・マーティン (Patricia Martin)
声 - 雪野五月 / ささきのぞみ
4月16日生まれ。血液型はO型。身長は168cm。右利き。胸ランクは大（4.5）。
2年B組所属（1年度はD組所属）。得意科目は英語、苦手科目は国語。アメリカ合衆国出身の留学生。一人称は「ワタシ」で、愛称は“パティ”。いずみなど2年B組の一部からは「パーさん」とも呼ばれている。
外見は、薄い栗色のショートヘアに青色の瞳。
性格は、アニメや漫画、BLモノが大好きなオタク。日本語はアニメや漫画で鍛えたためときどきおかしいところがある。「オタクは日本文化の誇り」と断言しており、オタク文化を知ることが自分に科せられた重大な使命であると信じている。また、家政婦とメイドは違うものと解釈している。無駄にテンションが高いパワフルな元気娘。オタク仲間としてこなたによくなついており、コミックフェスティバルにも一緒に行くほどだが、こなたは彼女のテンションの高さを持て余している。
もともとドラマCDオリジナルキャラクターとしての登場であり、アニメ放送時の漫画本編（『コンプティーク』、『コンプエース』連載分）には未登場で、主に番外編のみの登場だった。一方で、アニメ版では1年生の時点からクラスメイト兼こなたのバイト仲間として登場するなど出番が増えており、アニメに登場しないこうの代わりに登場することもあった。
その後、「コンプティーク」2009年2月号掲載分からは、こなたの卒業後にゆたかのクラスにやってきて泉家にホームステイすることになった留学生（2年生）として、設定を一新した形で漫画本編に正式に登場するようになった。
趣味はアニメ、読書（漫画）。好きな物はマスタード、萌え。嫌いな物は干物、はっきりしない人。好きな色は赤。妹がいる。
若瀬いずみ（わかせ いずみ）
1月3日生まれ。血液型はB型。身長は164cm。左利き。胸ランクは中（3）。埼玉県出身。
2年B組所属。得意科目は家庭科、苦手科目は美術。
外見は、黒髪のロングヘアで瞳は朱色。
第7巻より登場。ゆたかたちのクラスの学級委員長をしており、しっかりした性格で周りからも慕われているが成績はあまりよろしくない様子（記号式の問題をすべて同じ記号にしたが全部外すほど）。その一方隠れオタクであり、そのことが周囲にばれないように日々を送っている。ところが、コミケに参加した際たまたま見つけたサークルがひよりの所だったためひよりにばれてしまい、さらにコミケ会場の別の場所でパティに目撃されている。またひより・パティを交えたチャットを行った際には、パティがゆたかのパソコンを借りていたためそばでそれを見ていたゆたかにまでばれてしまう。以後休み時間などにはひよりたちと一緒にいることが多くなった。本人同様にオタクな兄を持つ。リラッタヌのグッズを集めている模様。漫画に影響されやすい。
趣味はマンガ、アニメ、ゲームなどを手広く浅く。好きな物は可愛い生き物、飴やガムといった口にしばらく残るお菓子、コーヒー牛乳。嫌いな物はレバー系の食べ物、ブラックコーヒー。好きな色は黒、白。
こなたたちの卒業後、学校の描写はゆたかたちが中心となるが、ツッコミ役のキャラクターがいなかったため用意されたキャラクター。

### 教職員
黒井ななこ（くろい ななこ）
声 - 浅野真澄 / 前田このみ / 演 - 小新井涼
2月8日生まれ。血液型はO型。身長は171cm。左利き。ただし板書は右手でも左手でもできる（両手）。胸ランクは大（4）。神奈川県出身。27歳独身で彼氏はいない。晩婚化が進んでいるので、妥協して変な男と付き合う位なら焦らず理想の相手を探せばいいと開き直っているが売れ残りのクリスマスケーキに自分を重ねる等、気にしていないわけではない様子。
得意科目は世界史（担当教科）、苦手科目は英語。こなたたちのクラス3年B組（2年度は2年E組）の担任。こなたたちの卒業後は産休の先生の代わりにゆたかたち2年B組の担任となる。アニメ版での愛車は3代目スズキ・ワゴンR前期型（車体色はシルキーシルバーメタリック。インテリアカラーがベージュであることから、グレードはFXと推測できる）。
外見は、腰より下までのブロンドの超ロングヘアを首の後ろで1つに束ねている。瞳は碧色。
関西弁（似非関西人）と八重歯が特徴。関西弁を喋るようになった理由は、小学校の時の担任が喋っていた関西弁に憧れたため。また、学生時代は関西の大学に通っていた。
生徒と友人のように接する先生で、ややいい加減な性格だが、料理の腕は人並み。
大の千葉ロッテマリーンズのファン（一応、阪神タイガースのファンでもある）であり、中でも黒木知宏（ジョニー黒木）のファン。車の免許は持っているが、いわゆるペーパードライバーで方向オンチ。こなたにこの事が知られた際、運転が乱暴なゆいと並べて「両方ハズレ」と評されていた。
こなたとはネトゲ仲間でもあるが、テスト期間中や連休中は自重を求めたり、チャットでやたらリアルの話題を振ってくることにこなたは難色を示している。作中やキャラクターソング「適齢期なレイディ」では、ゆいを独身仲間と勘違いしており、彼女が説明をしようとしても全く聞こうとせず困らせていたが、ゆたかの担任となってからはゆたかやこなたからゆいの事を聞き、現在は既婚者であることを知っている。
趣味はビールを片手にスポーツ観戦（ただし球場で応援すると負けるというジンクスを持つ）、ゲーム。好きな物は枝豆、ロッテ。嫌いな物はしいたけ、中途半端な延長、臨時メンテナンス。好きな色は白。
原型は、作者がTRPGで使っていた殺し屋のキャラクター。年齢が高く、まとめ役であったため選ばれたという。
桜庭ひかる（さくらば ひかる）
声 - 松岡由貴 / 井上美紀
1月25日生まれ。血液型はO型。身長は143cm。左利き。胸ランクは極小（0.5→1）。埼玉県出身。得意科目は生物（担当教科）、苦手科目は家庭科。
陵桜学園の生物教師で、かがみたちのクラス3年C組の担任。かがみたちの卒業後は1年生の担任を受け持つ。また、アニメーション研究部と生物部の顧問も務めている。
当初はらき☆すた情報ページ『らっきー☆ぱらだいす』『超らっきー☆ちゃんねる』キャプテンとして登場。あきらより先に『らき☆すた』本編に進出したため、あきらから「裏切り者」と呼ばれるようになった。本編に頻繁にでるようになったことを理由に、「コンプティーク」2009年8月号付録分の『超らっきー☆ちゃんねる』でキャプテンを卒業。『真・萌えドリル』特典ドラマCDの『らっきー☆ぱらだいす』でもキャプテンとして登場するが、アニメ版では陵桜学園の教師として第24話にのみ登場し、アニメ・ラジオの『らっきー☆ちゃんねる』のコーナー自体には関わっていない。
天原ふゆきとは幼馴染。飲み会で酌をしていたためほとんど料理を食べていないふゆきを気遣いラーメンに誘ったり、ひよりを介抱するいずみに「そんな友人を持つと将来苦労するぞ」と言ったりしている。
ズボラな性格で、外見はいつも白衣姿。普段は髪をツインテールにしているが、イメチェンのためにおろしても面倒で結わなかっただけだと男性には思われてしまう。目を閉じていることが多いが、ゲーム版では逆に開眼していることが多い。元々読者ページ用として発注されたキャラであるため、本編に登場するに当たってはかなり口調や性格が変わっている。
趣味は、単行本第4巻の人物紹介ではモトGP、BL系の読み物とされていたが、『陵桜学園入学案内書』以降では禁煙、プラモデルいじりとされている。しかし、その後もモトGPのテレビ番組を見ている描写がある。また、禁煙のためパイポを咥えているシーンが多いが、禁煙は3日と続かないことが多い。
好きな物はカロリーメイト、睡眠。嫌いな物は野菜、勘違いした人。好きな色は紫。
天原ふゆき（あまはら ふゆき）
声 - なし / 佐久間紅美
9月17日生まれ。血液型はA型。身長は164cm。左利き。胸ランクは中（3.5）。神奈川県出身。
養護教諭で保健の先生。得意科目は国語・英語、苦手科目は特になし。茶道部の顧問を務めている。実は働く必要がないほどのお嬢様。
おっとりした性格で、常に敬語で話す。ただし、ときどき「妙にシビアなこと」を言うことがあり、またその一言で相手を怖気づかせてしまう。
外見は黒髪のロングヘアーで、本編では仕事のため髪をリボンで簡単に結っているが、人物イラストでは髪を下ろしている。
ひかるとは幼馴染で保護者役。体が弱いゆたかがよくお世話になっている。文字通りの癒し系で生徒だけでなく男性教諭の人気も高いが、ひかるがいつもそばにいるせいで中々アプローチできないため、男性教諭はひかるをやや邪魔者扱いしている（そのことでひかるは、「（男性教諭からのお邪魔虫的）視線がウザい」と愚痴をこぼしている）。
アニメ版には登場していないもう1人のキャラクター。もともとひよりと同時期に設定されたキャラクターで、ドラマCDのオリジナルキャラクター候補でもあったが、実際の登場はかなり後になった。漫画本編登場は第5巻からだが、第4巻のおまけに登場している。
趣味は散歩、読書。好きな物は紅茶、古美術、オカルト、ホラー。嫌いな物は船（泳げないから）。好きな色は白。

## メインキャラクターの家族・血縁者

### 泉家・小早川家・成実家
主人公こなたの家族、親戚たち。幸手市の泉家に住むそうじろう、かなた、こなた、ゆたかで特別住民票登録された。（原作では当時すでにパティもホームステイしていたが、含まれていない。）
泉そうじろう（いずみ そうじろう）
声 - なし / 平松広和 / 演 - 三宅克幸
8月21日生まれ。血液型はO型。身長は181cm。両利き。石川県出身・埼玉県在住。
こなたの父。小説家でたいてい家にいる。妻のかなたとは同郷で幼馴染。
外見は、いつも作務衣を愛用しており、痩せ型で無精ひげを生やしている。左目の左下に泣きぼくろがある。眉が太い。花粉症持ち。愛車はスズキ・新聞バーディー。
妻を亡くしてから苦労して男手ひとつで育ててきた娘であるこなたを溺愛し、よくぺたぺたひっついている。アニメやゲームが好きで、幼いこなたとよく一緒にゲームや漫画を嗜んだ結果その趣味は娘に継承されており（このことはアニメ版第12話で娘と同じコミケに参加していることからもうかがえる）、こなたと一緒にゲームで遊ぶこともある。こなた曰く「オタクでロリコンのエロ（ダメ）親父」。
しかし、仕事で執筆する作品は意外にもオタク趣味とは全く無縁なようでそういうものは殆ど書かないらしい。かなたと結婚する前後は中々作品が評価してもらえなかったようだが、一戸建てを所有し、こなたを私立高校から大学に進学させている事からその後はヒット作に恵まれた様子。
娘以上に過激な（?）発言をすることもあり、その発言ゆえに実の娘にすら“危険人物”扱いされてしまうこともある。しかし、帰りの遅いこなたに説教しようとしたり、下着同然の姿で部屋を歩くこなたに対し注意したりするなど基本的に父親らしい姿を見せているが、溺愛しているため最終的に娘に甘くなりがちである。
趣味はゲーム、アニメ、読書。好きな物は寿司、萌え。嫌いな物は締め切り、発売延期。好きな色は青、白。
英語が堪能な描写があるが、パティが日本語を普通に話せるため、発揮されなかった。『らき☆すた』の登場人物の中で一番身長が高く、身体能力もトップ。学力のみはみゆきさんに次ぐ2位である。
昔は教師を目指していた。娘こなたや同居する姪ゆたかの友人達が遊びに来る事を喜んだり、痴漢事件が起きると学生時代の友人から「お前がやったんだろう？」とからかいのメールが送られる等ロリコン嗜好が強い為、打ち明けた時、こなたから不純な動機ではないかと思われた上、「本当にならなくて良かったね」とガチで言われる。
泉かなた（いずみ かなた）
声 - なし / 島本須美 / 演 - 酒井蘭
8月20日生まれ。血液型はA型。身長は143cm。左利き。胸ランクは極小（1.5）。
こなたの母。故人。生前そうじろうとは金沢市付近でデートを重ねた。こなたを出産した直後はまだ存命だったが、その数年後のこなたがまだ歩けるかどうか位の幼い頃(アニメ版ではかなたの仏壇の前で項垂れるそうじろうの横に、おしゃぶりをくわえているこなたがいる)に亡くなった様子。
外見は、たれ目でアホ毛と泣きボクロがないこと以外はこなたと瓜二つ（ただし、原作での初登場時はアホ毛があった）であるため、かがみとつかさが泉家へ泊まりに来た時にアルバムを見てかがみがこなたと見間違えている。服の趣味も幼い。
作中ではアルバムの中の写真とそうじろうの過去話（回想）で登場したほか、お盆（アニメ版では秋彼岸）に幽霊として泉家に戻ってきて娘にエロゲーをやらせているそうじろうの情操教育を心配したり、写真に写りこんでお焚き上げやお祓いされそうになる話もある。そうじろうとは幼馴染で石川県出身。普通結婚相手には選ばないダメ人間なそうじろうと結婚した理由が分からない、とこなたは不思議がっていたが自分の長所や短所などをちゃんと見てくれている、自身の長所や短所も全て見せてくれるそうじろうのことが好きになった。
こなたが生まれた時に「背丈は自分、性格はそう君（そうじろう）に似て欲しくない」と言っていたが、はかなくもその望みは断たれた。こなた曰く「幼馴染のロリキャラなんてギャルゲみたい」。
趣味は料理、絵画、家庭菜園。好きな物は果物、人。嫌いな物はたばこの煙。好きな色は白。
こなたの母親が亡くなっているという設定は元からあったが、かなたというキャラクターの名前及び設定は作中に登場させるにあたり新たに作られたものである。
小早川ゆき（こばやかわ ゆき）
ゆい、ゆたかの母親で、そうじろうの妹。作中には名前のみが登場。
成実ゆい（なるみ ゆい）
声 - 斎藤千和 / 西原さおり
10月7日生まれ。血液型はA型。身長は166cm。右利き。胸ランクは大（4）。埼玉県出身。得意科目は道徳、苦手科目は数学。なお、こなたが3年生のときに26歳を迎えている。
埼玉県警の交通安全課の女性警官。旧姓は小早川。ゆたかの実姉で、こなたの従姉。こなたからは「ゆい姉さん」と呼ばれている上に周りに紹介する際も「従姉妹」とは言わず「親戚の姉さん」と紹介している。
外見は、丸顔に広いおデコ、深緑色のストレートのショートヘア（学生時代は伸ばしていた）で瞳は栗色。やや天然系の眼鏡っ娘で、あまりおしゃれには気を遣っていない
性格は、良くも悪くもマイペースで、こなた曰く「ノリだけで生きている人」。「（お姉さん）びっくりだ」が口癖。漫画に影響されて車を購入したり（こなた談）、こなたの部屋で漫画を借りて読むことが多いなど漫画好きの一面も見せている。愛車は原作では2代目スバル・インプレッサWRX中期型、アニメではスバル・ヴィヴィオRX-R。ハンドルを握ると暴走しがちで、特に他車に追い抜かれると人相が様変わりして抜き返そうとアクセルを全開にしたりする。アニメ第6話ではマツダ・RX-7とドリフトレースを行った。
こなたが2年生の時に、高校時代から付き合っていた同級生のきよたかと結婚。しかし夫が単身赴任のため頻繁に泉家へ遊びに来ており、ゆたかが下宿してからはちょくちょく様子を見にきている。夫の赴任先へついて行かなかった理由はゆたかになかなか会えなくなる（ゆたかの笑顔が見られなくなる）ため。また、夫と会える機会が時折あっても、行き違いなどのニアミスも度々あり、結果として会えた場合には非常に機嫌が良くなって泉家に訪れる。
趣味は愛車の運転。好きな物はおせんべぇ、野菜炒め、古いゲーム、旦那。嫌いな物は一部の野菜（特にトマトなど）、単身赴任。好きな色は青。動物に例えると猿（アニメ版では豹）。
ズボラで、夏場台所に洗い物を残して暫く家を留守にして帰ったら流しに残っていたスイカの種が発芽していたと言うエピソードを持つ。
成実きよたか（なるみ きよたか）
声 - なし / こぶしのぶゆき
劇中では姿を見せず、声のみの登場。ゆいの夫で単身赴任中の会社員。埼玉県出身。作品には電話の声でのみ登場。ゆいのことを想い、しばしば赴任先から戻ってくることも。こなたには「きー兄さん」と呼ばれる。クリスマスの夜、こっそり帰ってきてゆいを驚かせようとする等お茶目な一面もある。彼が戻ってきたとき、ゆいはいつも以上にキビキビと行動し始めていた。

### 柊家
柊姉妹の家族。姉妹を含めて、旧鷲宮町で特別住民票登録された。
柊ただお（ひいらぎ ただお）
声 - なし / 古澤徹
3月20日生まれ。血液型はO型。身長は168cm。左利き。埼玉県出身。得意科目は日本史、苦手科目はとくになし。
かがみやつかさたちの父で柊家の主（柊家で唯一の男性）。鷹宮神社の神職で地鎮祭等の神事をこなしているが、その衣装で登場することはほとんどない。タレ目で、事が大きくなる前に収めるのんびりした性格。みきとは高校時代の同級生。
趣味は旅行で夫婦でよく出かけている。好きな物は玉子焼き、家族。嫌いな物はカップ焼きそば。好きな色は橙色。
柊みき（ひいらぎ みき）
声 - なし / 井上喜久子
6月12日生まれ。血液型はB型。身長は162cm。左利き。胸ランクは中（3→3.5）。埼玉県出身。得意科目は日本史、苦手科目は美術。
かがみやつかさたちの母。娘たちから信頼される善き人物。容姿はツリ眼でかがみにそっくりだが、性格はつかさにそっくり。
第6巻のおまけ漫画で年齢が少なくとも47歳以上で、それでもさばを読んでいることが判明しているが、そう見えない程非常に若い外見をしている。
趣味は旅行、手芸。好きな物はお芋類、煮物、家族。嫌いな物は雨天。好きな色は青。
柊いのり（ひいらぎ いのり）
声 - なし / 升望
8月24日生まれ。血液型はB型。身長は166cm。左利き。ツリ目。胸ランクは中（3→2.5）。埼玉県出身。得意科目は数学、苦手科目は英語。
柊家の長女、妹たちのまとめ役。かがみ曰く、結構ちゃっかりしている。
会社員で、時々巫女となって神社の手伝いをしている。
趣味は歌、おしゃれ。好きな物は抹茶味系の食べ物、グミキャンディ。嫌いな物は辛い物（特にトウガラシ系）、体重計。好きな色は紫。
柊まつり（ひいらぎ まつり）
声 - なし / 明坂聡美
3月2日生まれ。血液型はB型。身長は162cm。左利き。タレ目。原作とアニメ版で瞳の色が異なる。胸ランクは中（3）。埼玉県出身。得意科目はとくになし、苦手科目は数学。
柊家の次女、大学生だが勉強は不得意（かがみの方ができるらしい）。料理は普段しないがうまい。ズボラな性格で姉妹から物を借りてはいつの間にか自分の物にしてしまうことが多く、何か物がなくなると真っ先に疑われている。家族内でケンカに発展することもしばしばだが、家族のことを一番によく考えている。
趣味はテニス。好きな物はスポーツ飲料。嫌いな物はかにみそ系、お堅い雰囲気。好きな色は黄色。

### その他
下記以外に、みゆきの従姉妹たち、みくの弟たち、ひよりの母とおば、いずみの母と兄などが登場している。みゆきの父と親戚の兄、ひよりの兄たち、あきらの妹などは言及のみの登場。
高良ゆかり（たから ゆかり）
声 - なし / 小菅真美
3月6日生まれ。血液型はO型。身長は164cm。左利き。胸ランクは中（4）。東京都出身。
みゆきの母。娘とは逆に何もできず、みゆきの良き反面教師となり、かつ博学ぶりの原点となっている。髪はショート。眼鏡はかけていない。作中で唯一の糸目キャラ。みゆき曰く表裏がない人で、怒っていると怒ったまま電話に出たりする。娘同様怒ると怖いらしい。お金持ちの奥様だけに上品だが、かなりの天然キャラである。陵桜学園の卒業生であり、みゆきが陵桜学園に進学したのはこのため。夫とは陵桜学園時代に出会っており、「高良くん」と呼んでいた。
流行に敏感だが、結構飽きっぽい（というより忘れっぽい）性格であり、それまではまっていたものはたいていみゆきに流れていく。
趣味はショッピング、おしゃべり。好きな物は湯豆腐、カレー。嫌いな物は色の濃い野菜、納豆。好きな色は桜色。
岩崎ほのか（いわさき ほのか）
声 - なし / 岩男潤子
5月9日生まれ。血液型はA型。身長は161cm。左利き。胸ランクは小（1）。東京都出身。得意科目は国語、苦手科目はとくになし。
みなみの母親であり専業主婦。みなみにも愛犬にも甘い。お金持ちにもかかわらずスーパーの特売セールを積極的に利用するなどかなりの倹約家である。ゆかりとは昔から仲がいいようである。
下の名前は長らく不明だったが、第7巻の描きおろしページにて判明した。
趣味はパッチワーク、家庭菜園。好きな物は卵料理、ふさふさしたもの。嫌いな物は炭酸飲料、辛い物。好きな色は黄緑。
チェリー
声 - なし / くじら
10月20日生まれ。血液型はA型。千葉県出身。
岩崎家のペットの白毛のシベリアン・ハスキー。メス。モデルは作者の美水かがみ宅で当時飼われていた同名の愛犬。自由気ままに過ごす気分屋な性格で、構いに行こうとすると素っ気ない態度を取られるが、他の人と接していると焼き餅を焼く。動物好きのゆたかに気を許しており、腹を晒している。自宅で犬を飼っているひよりには吠えたりして困らせている。よくテーブルに顎を乗せて食べ物をねだることがある。
趣味は気に入ったものを隠す（埋める）ことで、『らき☆すた ポケットとらべら〜ず』では、小さくなったつかさがチェリーに気に入られ、埋められる被害に遭っている。
好きな物は肉類、りんごの皮。嫌いな物はドライフード、薬、雷。好きな色は白。
日下部兄（しゅう君）
日下部みさおの兄で、現時点で名前と回想シーンのみの登場となっている（日下部しゅうがフルネームであるかどうかは不明）。峰岸あやのと交際しており、あやのからは「しゅう君」と呼ばれている。みさおいわく「だらしなくてムッツリ」とのこと（ただし単に身内なために褒めづらいという点もあるが）。みさおの回想の夢によると、あやのとのファーストキスは外で行っており、トイレから戻ったみさおに見られていた。

## その他の人物

### らっきー☆ちゃんねる
「コンプティーク」誌上の『らき☆すた』情報ページ『らっきー☆ちゃんねる』およびその後継コーナーに登場するキャラクター。ラジオ版『らっきー☆ちゃんねる』およびその後継番組、アニメ版『らき☆すた』内のコーナーである『らっきー☆ちゃんねる』の登場キャラクターもここで上げる。
小神あきら（こがみ あきら）
声 - 野中藍 / 今野宏美 / 演 - 長島瑞穂
2月14日生まれ。血液型はO型。身長は150cm。胸ランクは極小（-→2）。右利き。得意科目・苦手科目共に、特になし。趣味はゲーム。好きな物はレバ刺し、嫌いな物は特になし。一人称は「アタシ」。
らき☆すた情報ページ『らっきー☆ちゃんねる』のキャプテン。『らっきー☆ぱらだいす』では二等兵に格下げされるが、『超らっきー☆ちゃんねる』以降は再びキャプテンに返り咲いている。
漫画では巻末の番外編のみに登場していたが、現在は「コンプエース」において不定期連載中の『あきらの王国』にて主人公として登場している。
『らき☆すた』内の設定では東京都出身の14歳（私立真白学園中等部3年A組所属、ゆたかとは2学年差）のスーパーアイドルの美少女。しかし、6巻の『あきらの王国』では「人気がパッとしない」と言っていたり、クリスマスやお正月も仕事がなく友人と遊んでいる。
髪はサーモンピンクで頭のやや左後ろにアホ毛がある。おでこが広い。目は他のキャラクターと同様に瞳（色は金色）が大きいが、アニメ版の素の表情だと三白眼になる。容姿では秋葉原の自分より眉目秀麗な男の娘にコンプレックスを抱いていた。
袖口から手が出ないぶかぶかの服（掲載誌などでは「だるだるソデ」と呼ばれる）を着ている。ただし、夏服や私服等は普通。これは私立真白学園中等部の制服なのだが、だるだるなのは彼女だけであり、また、なぜ制服を衣装にしているのかは不明。
普段は元気娘で、挨拶は「おはらっき〜!」。しかし素は陰険なぶりっ子。初出は古いが『らき☆すた』劇中でのアイドルという設定ゆえ、後発キャラクターやゲームキャラクターが本編内に進出していくのに対し、なかなか本編に登場する機会がない。その不満を白石みのるにぶつけたりしている。
本編に登場する際も、テレビの中のレポーター（原作）や看板（アニメ）やラジオのナビ（雑誌付録のラジオ特別編）などであり、本編のキャラクターとの絡みはない。DVDでの人物関係図でも誰とも関連性のないキャラクターとなっている。原作ではあきらであったはずのテレビの中のレポーターは、アニメではあきらでなく別のグルメレポーターなどに変えられている。『宮河家の空腹』Webアニメではようやく劇中にレポーターとして登場した。
アニメ版によれば、両親は別居中で、母方と同居している。母親は典型的ステージママな模様。3歳の頃から子役として活動していたらしい。
桜庭ひかる

白石みのる（しらいし みのる）
声 - なし / 白石稔
10月18日生まれ。アニメ・ラジオ『らっきー☆ちゃんねる』のアシスタント。当初はアニメオリジナルキャラクターであり、後に『陵桜学園 桜藤祭』『ネットアイドル・マイスター』にも登場。声を演じる白石稔本人がモデルとなっている。（『らっきー☆ちゃんねる』公式サイトより）が、性格はそこまで似ていない。
陵桜学園ではこなた達と同じ3年B組（2年度はE組所属）に所属。モブキャラクターよりちょっと上程度の存在。しばしば貧乏クジを引いている。一人称は「俺」または「僕」。
あきらを「様」付けで呼んでいるが、そのあきらにはかなりぞんざいに扱われている。一部のキャラクターから「セバスチャン」と呼ばれている。
普段は温厚な性格で不満などを内に溜め込むタイプだが、一度怒ると我を忘れてしまう。また、おっちょこちょいな一面があり、桜藤祭での司会の際に携帯電話をマナーモードにし忘れて場の雰囲気をかき乱してしまったり（舞台裏でのこなた達の緊張がとけた）、修学旅行ではバスに乗り遅れたりしている。
アニメ21話で、あきらのわがままな態度に怒りが爆発して今までの不満をぶちまけながら暴走しらっきー☆ちゃんねるをめちゃくちゃにした。23話でゴットゥーザ様に仲裁されたが、和解することはなかった。
その出自から原作では未登場のキャラクターであり、漫画内ではある程度触れられているぐらいである。
小野だいすけ（おの だいすけ）
声 - なし / 小野大輔
5月4日生まれ。アニメおよびラジオ『らっきー☆ちゃんねる』でみのるの代わりに登場したアシスタント。『らき☆すた in 武道館 あなたのためだから』にも登場する。アニメオリジナルキャラクター。
樹海へ行くことになったみのるの代わりに登場したアシスタントで、みのるがいない間に「今週のマッガーレ」なるコーナーを始めようとしていた。アニメ、ラジオ共に、みのるが暴れて『らっきー☆ちゃんねる』のスタジオを破壊した後は登場していない。
みのるのことを小ばかにする発言をしているが、樹海で行方不明になったときは心配しており、ラジオでは親友だと発言している。
みのると同じく声を演じる小野大輔本人がモデルとなっているキャラクターだが、声優とキャラクター自体はあくまでも別人であるとのこと。
『ドラマCD 宮河家の空腹 〜宮河ひなたの一日〜』に登場する小野店員は小説版のイラストによると彼にそっくりだが、関係は不明。
ゴットゥーザ様（ゴットゥーザさま）
声 - なし / 後藤邑子
8月28日生まれ。アニメ版および『らき☆すた in 武道館』に登場。アニメオリジナルキャラクター。
みのるが暴走して『らっきー☆ちゃんねる』のスタジオを破壊した後、あきらとみのるを仲裁するために現れた。その後は登場していないが、ラジオおよびドラマCD（ランティス版）で彼女の仲裁後であることが言及されている。武器は木刀（エクスカリバー）で、バイクに乗ってやってくる。
みのると同じく声を演じる後藤邑子本人がモデルとなっているキャラクターであり、特攻服ももともとインターネットラジオ『ねぶら』のCDジャケットで着ていたものを再現している。
にゃんだろうくん
声 - なし / なし / 若本規夫
「コンプティーク」誌上のらき☆すた情報ページ『超らっきー☆ちゃんねる』末期および『兆らっきー☆ちゃんねる』以降におけるあきらのアシスタント。『宮河家の空腹 ?宮河ひかげの一日?』にも登場する。
ひかるの卒業後に登場したあきらのアシスタントキャラ。にゃもーの顔をしたパペット風のキャラクター。口調がみのるそっくりで、あきらのことを持ち上げようとする。
大神ちひろ（おおがみ ちひろ）
小学3年生。身長は133cm。
「コンプエース」誌上のらき☆すた情報ページ『超らっきー☆ちゃんねる分校』末期および『らき☆スタっ!? Lucky☆Studium』におけるあきらのアシスタント。
『超らっきー☆ちゃんねる分校』ではもともとあきら一人だけが登場していたが、「コンプティーク」本誌のひかる卒業・にゃんだろうくん登場と連動して、あきらのパートナーとしてpixiv上で公募され、採用されたキャラクター。
あきらよりも売れっ子の子役として活躍しており、父親がテレビ局のプロデューサー。このため意地悪で生意気な性格をしており、時にはあきらを泣かせることもある。しかし実際にはあきらとは仲がよく、あきらのことを先輩として尊敬する一面も見せることがある。

### あきらの王国
『あきらの王国』の登場キャラクター。
小神 あきら

大原まどか（おおはら まどか）
『あきらの王国』で登場する、あきらのクラスメイト。愛称まーちん。メガネっ娘で、ショートカットで大柄だが気が小さいスポーツ少女。あきらのことを応援しているが、その応援が空回りすることもある。弟が一人いて、同級生である「あきらの妹」に片思いしている。
中谷あくる（なかたに あくる）
『あきらの王国』で登場する、あきらのクラスメイト。愛称あっちゃん、くるっち。あきらより多少身長があり、黒髪の長髪をもち、左の口元にほくろがある。勉強ができるもかなりの毒舌家で、無表情なことが多いが、あきらに「笑ってみて」と言われて見せた笑顔はあきらが「自分の演技力に自信がなくなる」と言ったほどである。
音無りんこ（おとなし りんこ）
『あきらの王国』で登場する、あきらのクラスメイト。愛称りんちゃん、りんこ。4人の中で一番小柄で、やんちゃで態度がでかいムード（トラブル）メーカー。髪型はおだんごヘアであることが多いが、さまざまな髪型に変えている。普段はあきらを「アイドルに向いていない」などとからかって遊んでいるが、本心では応援している。毎週あきらのラジオを聴いている。

### 宮河家の空腹
『宮河家の空腹』の登場キャラクター。
宮河ひなた（みやかわ ひなた）
声 - 能登麻美子 / 高口幸子 / 島形麻衣奈
6月15日生まれ。血液型はO型。身長は166cm。左利き。胸ランクは中（-→4）。埼玉県出身。得意科目・苦手科目共に特になし。『ネットアイドル・マイスター』ではU-18チームに入っていたが、後に21歳と判明した。
おおらかで天然。感性が人(特にひかげ)とずれている。
元は『萌えドリル』シリーズオリジナルキャラクターで、『宮河家の空腹』の主人公。アニメ版では第12話でコミケ会場に背景として登場。第16話ではゲーマーズの店員として、第24話ではこなた達の学校の校門前（学園祭のゲストのあきらを見に来た）にてそれぞれセリフつきで登場している。また『陵桜学園 桜藤祭』では劇中のテレビ番組『あんらき☆しすた』の司会を担当している。
外見は、サーモンピンクのロングヘア。おでこの左側でウサギ形の髪留めで軽くまとめている。瞳もピンク。タレ目の眼鏡っ娘。
生活費はアニメイト、ゲーマーズ、とらのあな、ソフマップなどといった同人ショップ、キャラクターグッズ専門店、コスプレ喫茶などでのアルバイトを複数掛け持ちして稼いでいるが、漫画本や同人誌を大量に買うため生活は苦しい。
趣味はゲーム、漫画、読書（漫画）、コスプレ。好きな物はステーキ、秋葉原の雰囲気。嫌いな物は豆乳、クレーム。好きな色は赤。
宮河ひかげ（みやかわ ひかげ）
声 - 田村ゆかり / 鹿野優以 / 川崎琴
9月6日生まれ。血液型はA型。身長は134cm。左利き。胸ランクは無（-→0.5）。埼玉県出身。
元は『萌えドリル』シリーズオリジナルキャラクターで、『宮河家の空腹』の主人公。アニメ版では姉のひなた同様、第12話でコミケ会場に背景として登場。第16話ではゲーマーズの場面の最後に、第24話ではこなた達の学校の校門前にそれぞれセリフつきで登場している。また『陵桜学園 桜藤祭』では劇中のテレビ番組『あんらき☆しすた』の司会をひなたと共に担当している。
市立桜園小学校4年1組に所属、『らき☆すた』のキャラクターの中では大神ちひろの登場までは最年少だった。得意科目は算数、国語、音楽。苦手科目は図工。ドッジボールクラブに所属する。クラスでは落とし物係。
外見は、薄い青紫色のロングヘア。頭の左側で一部を細い三つ編みにし、それをリボン代わりにして髪の束をまとめるという、独特の髪型をしている。瞳も薄い青紫色でツリ目。
姉のひなたとは違いオタク趣味はないが、家がアニメグッズであふれているため、知識だけは豊富である。ゲーム版ではマニアでゲームクリエイトの才能もある。姉の（主にオタク趣味の）せいで貧乏生活を強いられている。そのため同学年の子たちより大人びたところがあるが、根は素直。
趣味は懸賞、ウィンドウショッピング、旅行の計画だけを綿密に立てること。好きな物はカレー、お肉、安売り。嫌いな物は魚、極度にマニアな人。好きな色は白。

### アニメイト関連
アニメイトのキャラクター企画で島本和彦キャラクター原案の『アニメ店長』とは初代『萌えドリル』より他のアニメショップと共にコラボしているが、特にアニメ版以降は強化されて準レギュラーキャラクター扱いになり、代わりに他のアニメショップとのコラボはほとんど見られなくなった。
アニメ版『らき☆すた』においては兄沢をはじめ、アニメイトの店員たちは『アニメ店長』そのままの画風・テンションで登場しており、作中の雰囲気とはかけ離れたものとなっている。ただし、兄沢とラミカ、以外は『らき☆すた』のオリジナルキャラクターであり、漫画版『アニメ店長』においては一部のキャラクターが背景として登場しただけにとどまっている。ゲーム版『らき☆すた』においては、『アニメ店長』のキャラクターがそのままで複数登場しており、アニメ版『らき☆すた』のアニメイト店員は登場しない。
逆に、『らき☆すた』のキャラクターが『アニメ店長』に登場したこともある。これについては、アニメ店長#『らき☆すた』の登場人物を参照。
兄沢命斗（あにざわ めいと）
声 - なし / 関智一
アニメ版、ゲーム版、『らき☆すた in 武道館』および『ドラマCD 宮河家の空腹 〜宮河ひなたの一日〜』に登場。アニメイトのイメージキャラクターで『アニメ店長』からのゲストキャラクター（『アニメ店長』の主人公）。
アニメ版では本来の設定である池袋本店ではなく、大宮店の店長として登場。上客であるこなたを一方的に「伝説の少女A」と呼称し、商品を買わせようとするが、彼の誤算やこなたの気まぐれなどのために失敗ばかりしている。『宮河家の空腹』でも同じく大宮店の店長であり、ひなたの上司として登場する。
ゲーム版では主に秋葉原店に登場。『萌えドリル』シリーズ、『陵桜学園 桜藤祭』およびその特典の『らき☆ばと!』ではゲストキャラクターとして登場。『ネットアイドル・マイスター』では重要キャラクターの一人であり、登場人物をネットアイドル声優に育成するために行動する。唯一のゲーム版皆勤賞キャラクターでもある。多くの場合、ひなたの上司でもある。
『らき☆すた in 武道館』でも関のコスプレで登場し大暴れした。
星井ラミカ（ほしい らみか）
声 - なし / 長沢美樹
アニメ版に登場。『アニメ店長』からのゲストキャラクター（『アニメ店長』のヒロイン）。
兄沢や店員A・Bと共に大宮店でこなたを狙うが失敗した。コミケにおいては人形と入れ替わってサボっていたため登場していない。
『らき☆すた』と「アニ店特急」のコラボの際には、こなた・つかさ・かがみ・みゆきと共に『らき☆すた』風の絵柄でバスの車体に描かれており、漫画版『アニメ店長』でそのことについて非常に喜んでいた。
高橋豊（たかはし ゆたか）
声 - なし / 小杉十郎太
アニメ版、ゲーム版に登場。『アニメ店長』からのゲストキャラクター。
兄沢の上司。コミケ会場に来ていたときに、杉田店員と兄沢が客をはさみもめている事に気付き一喝する。
ゲーム『ネットアイドル・マイスター』では鳥工作を外部から招き、兄沢の上司としてネットアイドル声優プロジェクトを推進させた。
杉田店員（すぎたてんいん）
声 - なし / 杉田智和
アニメ版、『らき☆すた in 武道館』および『宮河ひなたの一日』に登場。アニメ『らき☆すた』のオリジナルキャラクターで、『アニメ店長』からのゲストキャラクターではなく、また、みのると同じく声を演じる杉田智和本人がモデルとなっているが、ほかのアニメイト店員同様、デザインはアニメ店長風となっている。
コミケ会場では限定グッズがなくなってから訪れた客を冷たくあしらうが、兄沢に叱責され奮闘した。大宮店では兄沢と共にこなたを狙うが失敗した。
『らき☆すた in 武道館』では大宮店ではなく杉田の出身地である川越店から来たといい、ミスター・ブシドーの仮面をかぶって大暴れした。
鳥工作（とり こうさく）
声 - なし / 立木文彦
ゲーム『ネットアイドル・マイスター』に登場するオリジナルキャラクターで、『アニメ店長』からのゲストキャラクターではない。
高橋社長がネットアイドル声優企画を進めるために外部から「真剣（マジ）でアイドルになりたい課」（通称真剣ア課）の課長として招いたビジネスマン。アニメやゲームには疎く、そのため部下の兄沢に振り回されたりもするが、仕事には真摯に取り組み、プロジェクトを推進した。
外見は『アイドルマスター』の社長などのように影絵になっている。ゲーム中では各ステージの合間に行われる『LUCKY課長 鳥☆工作』（『課長島耕作』のパロディ）に登場するため、『らき☆すた』のキャラクターとの絡みはない。

### その他のゲストキャラクター
これ以外にも多くのコラボレーションがあるが、ここでは、『らき☆すた』作中に明確に登場したキャラクターのみを上げる。
美虎ちゃん
ゲーム『萌えドリル』『真・萌えドリル』に登場。とらのあなのイメージキャラクターで『とらのあなの美虎ちゃん』からのゲストキャラクター。
『萌えドリル』ではアキバに来た『らき☆すた』キャラクターたちをとらのあなへ案内した。『真・萌えドリル』でもルゥ姉妹たちと共に登場する。
デ・ジ・キャラット（でじこ）
ゲーム『萌えドリル』に登場。ゲーマーズのイメージキャラクターで『デ・ジ・キャラット』からのゲストキャラクター。
プチ・キャラット（ぷちこ）たちと共に陵桜学園の体育祭に乱入し、無茶苦茶にしてしまった。
びんちょうタン
ゲーム『萌えドリル』に登場。『びんちょうタン』からのゲストキャラクター。
迷子になっていたところをつかさに保護された。
初音ミク
声 - なし / 藤田咲
ゲーム『ネットアイドル・マイスター』にてゲストとして登場するバーチャルシンガー。
兄沢が通うピュアな紳士の社交場である夢のクラブ（『ドリームクラブ』のパロディ）に勤めるホストガール。

### その他の登場人物
にゃもー
声 - 不明 / 効果音
自らを作者である美水かがみと称する、猫のような頭から尻尾が生えているだけの謎の生物。作中ではぬいぐるみとして登場するほか、単行本では巻末で美水の日常や反省を代弁している。またアニメ版のアイキャッチにも登場している（本編Aパート終了時→気の抜けた鳴き声と共に欠伸。本編Bパート終了時→うずくまりいびきをかいて熟睡）。
「眼鏡っ娘萌え」らしい。
手足がない代わりに尻尾がとても器用で、これで携帯電話を操作したり、カップを持ったり、ペンを持って絵を描いたりする。人語（日本語?）を操り、高い知能を有する。その生態に関しては謎に包まれた部分が多い。
なお、体色の異なる類似生物が存在し、漫画とお菓子を求めてたまに、にゃもーの部屋を訪れている。
編集K（へんしゅうケイ）
にゃもーの編集者であるらしいウサギのぬいぐるみ型の生物。その正体は元「コンプティーク」編集部の加藤剛。
コナタ
ゲーム『萌えドリル』に登場するオリジナルキャラクター。
異世界アキバの住人で、こなたに外見がそっくり。ひょんなことから異世界アキバに迷い込んできたみゆきを気に入り、元の世界へ戻れるように手助けした。
異世界アキバの住人は、他にも『らき☆すた』キャラに似た人物が何人か登場している。
チュン
声 - なし / 今野宏美
ゲーム『陵桜学園 桜藤祭』に登場するオリジナルキャラクター。
作中に登場するネットゲーム『ラッキースターユニバース』のプレイヤーキャラクター。リアルマネートレードやチート行為、マルチ商法（むしろネズミ講に近い）、詐欺といったあらゆる手口でゲームの世界を蹂躙し、ゲームのラスボスである魔王（声 - 前田このみ）や桜藤祭主人公たちを苦しめたが、最終的に運営のキャラクターであるルミナス（声 - 井上美紀）により取り巻きともども垢BAN（アカウント剥奪）された。
その正体は外国人の中学生であった模様。
『ラッキースターユニバース』内には、他にも『らき☆すた』キャラに似た人物が何人か登場している。

### ミュージカルオリジナルキャラクター
長瀞なぎさ（ながとろ なぎさ）
演 - 中根礎子（現：中根もにゃ）
こなた達と同じ3年B組のクラスメイトで美術部員。クラスメイト3人娘の中では最もいまどきの女子高生っぽい性格のカワイイキャラで、文化祭のクラスの出し物では休憩室、合同パフォーマンスでは休憩所を提案していた。
美術部主催のRPG風お化け屋敷では、メイドの服装をしたお化けとして登場した。
東松山あおい（ひがしまつやま あおい）
演 - 樋口真央
3年B組のクラスメイトで美術部員。明るい性格で、「イェーイ!」と叫びながら両手でピースを作る癖がある。クラスで1・2を争うおバカで、3年生の1学期の期末テストでは学年最下位だった。文化祭のクラスの出し物では迷路か喫茶店かお化け屋敷、合同パフォーマンスでは迷路かお化け屋敷を提案していた。
美術部主催のRPG風お化け屋敷を立案したのも彼女であるらしく、メイドの服装をしたお化けとして登場した。
越谷ちなみ（こしがや ちなみ）
演 - 熊谷知花
3年B組のクラスメイトで美術部員。みゆきさんに負けず劣らずの優等生でキレイな才色兼備キャラ。占いにはまっており、常にタロット占いやなどの本を持ち歩いている。文化祭のクラスの出し物では占いの館を提案していた。
美術部主催のRPG風お化け屋敷では、ロボットのような動きをするゴスロリ風ドールの受付として登場し、メイン4人を導いた。
ブラスター木野（きの）
演 - 鶴田亮介
3年B組のクラスメイトで美術部員。文化祭において、美術部主催のダンジョン風お化け屋敷のラスボス「アキバ旋風ブゥリゲード」のカードバトルの3番手としてエンジェル尾崎とタッグを組み、こなたとかがみのタッグと対戦した。
あらかじめタッグ用に組んだデッキによりダメージをすべて自分で直接受ける熱血な性格で、コンボによるモンスターの召喚を完成させたが、こなたのかがみによる墓地からの召喚とスキップカードにより敗北した。
飛ばしや川井（とばしや かわい）
演 - 福山健介
3年B組のクラスメイトで美術部員。文化祭において、美術部主催のダンジョン風お化け屋敷のラスボス「アキバ旋風ブゥリゲード」のカードバトルの1番手としてつかさと対戦した。
別名「チートの川井」と呼ばれるほど卑怯な生け贄召喚を得意とするが、つかさが発動したお互いのモンスターを入れ替えるカードにより敗北した。
クラスではおバカキャラのひとりだが、明らかにかがみに恋をしているのがバレバレで、かがみが来るとおとなしくなる。
エンジェル尾崎（おざき）
演 - 宜野座新
陵桜学園の美術部員で学年は不明。「アキバ旋風ブゥリゲード」では彼のみ下級生である。演劇部部長の弟で、本名は「尾崎よしお」。
後輩らしく素直で明るい性格で、ブラスター木野から呼び捨てにするように言われてもついつい敬語を使ってしまっていた。ブラスターとのタッグ戦で敗れるものの、全敗で落ち込むメンバーを励まし、それを見てエールをくれたこなたのことを兄貴と呼んだ。
カミソリ相崎（あいざき）
演 - 鷹野晶
3年B組のクラスメイトで美術部の部長。文化祭において、美術部主催のダンジョン風お化け屋敷のラスボス「アキバ旋風ブゥリゲード」のリーダーとして登場し、カードバトルの2番手としてみゆきと対戦した。
金をかけて作成したオールレアデッキを自慢していたが、みゆきのオールコモンデッキを使ったコンボでコテンパンにのされてしまった。
クラスでは普通のオタク少年であり、掃除当番の際にはよく黒板にクラスメイトの顔を落書きしている。
MC森雅紀（エムシー もり まさのり）
演 - 森雅紀
ミュージカルの『らっきー☆シアター』におけるあきらのアシスタント。アニメの白石みのるに相当する役割を担当している。
白石と同じく陵桜学園ではこなた達と同じ3年B組に所属しているが、MCの名の通り、演劇部のOB会で司会を務めたり、美術部主催のRPG風お化け屋敷のカードバトルでアナウンスを勤めたり、他にもテレビの紀行番組に登場したりなど、活躍の場は広い。
『らっきー☆シアター』においても、ウザキャラをアピールしてあきらの前に出るなど、あきらをサポートしつつもより強い立場で行動することが多い。
演劇部部長
演 - 宜野座新
3年B組のクラスメイトで演劇部の部長。エンジェル尾崎の兄。演劇部OB会のダンス要員が不足していたためこなたを誘っていたところ、文化祭の合同パフォーマンスの衣装が足りないこなたと利害が一致。こなたたちのメイドパフォーマンスでOB会は成功し、代わりにチアガールの衣装を提供した。なぜかオネエ口調である。
クラスでは普通の少年であり、エンジェル尾崎と区別がつかない。

## 備考
- 登場人物のうち、主要4人をはじめ大半はTRPGで美水自身がプレイヤーキャラクターとして使っていたものがしめているという。TRPGのキャラクターとしてはつかさとかがみが一番古く、そのときから双子の設定だった。その後こなた、みゆきの順で生まれている。その他、何気なく書いていた落書きの中から生まれたキャラクターも多い[6]。
- 設定当初はほとんどのキャラクターが14歳の中学生として設定されていた。しかし担当編集者に「『コンプティーク』の読者層は大体が高校生以上だから、中学生では…」と言われたため、高校生に設定が変更された。また当初から双子として設定されていたつかさとかがみに関しては担当から反対されたものの、美水が我を通してそのままの設定で使われている[6]。
- 登場人物の名前がひらがななのは、難しい漢字を使いたかったけれども、ひらがなの方が読者がわかりやすいだろうからだという[6]。
- ほとんどの登場人物が“左利き”と設定されている[注 42]が、これは美水（本人は矯正されて右利き）が左利きに対する、「自分にない、かっこいい」という憧れからきたもの[6]。